# 誘導電動機

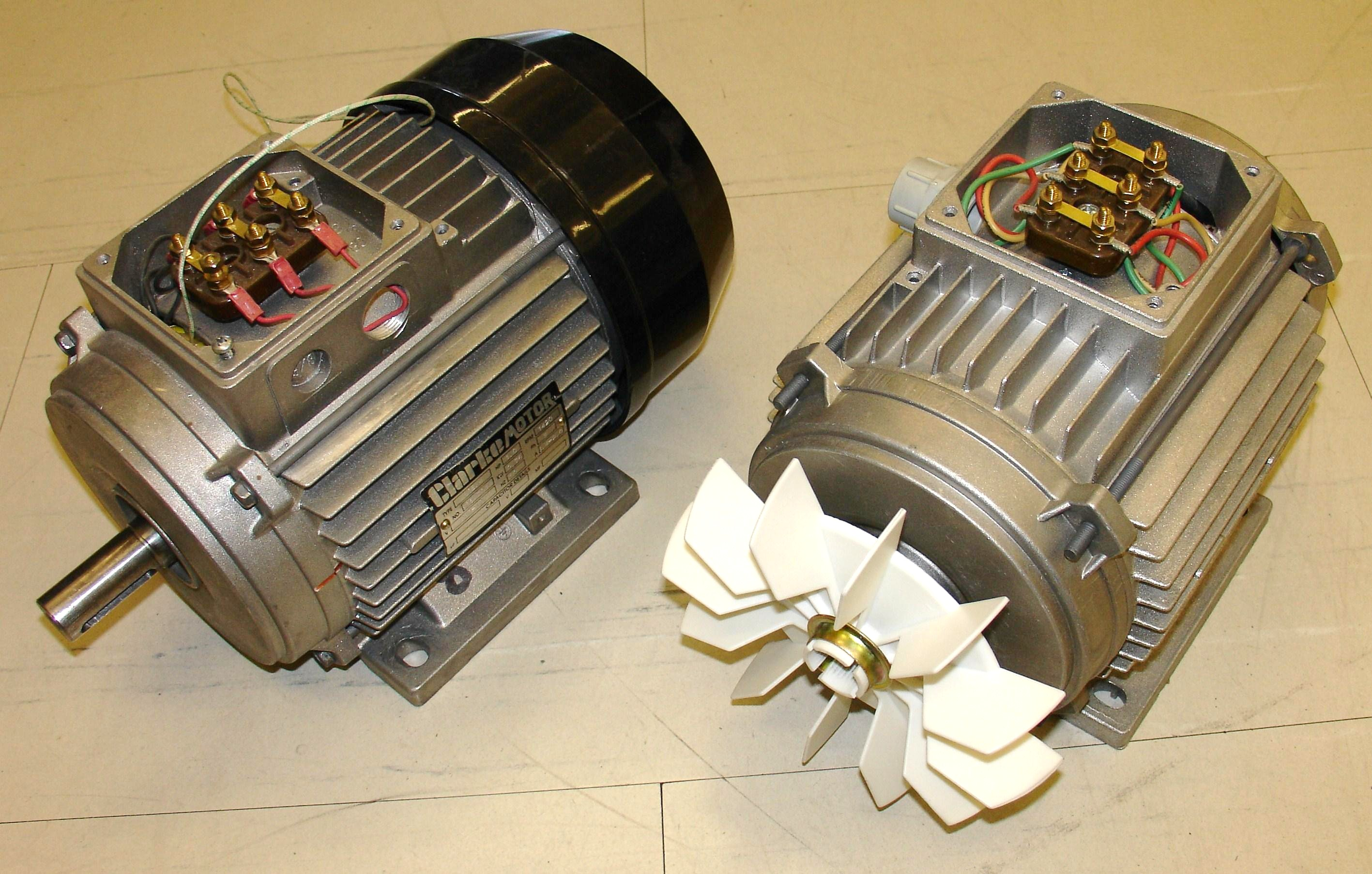
右の電動機は覆いを取り除いた事で空冷ファンが見える三相式空冷型誘導電動機 この三相式誘導電動機は内部が密閉されているので冷却は外装の冷却ひれに強制的に空気を送って冷却する

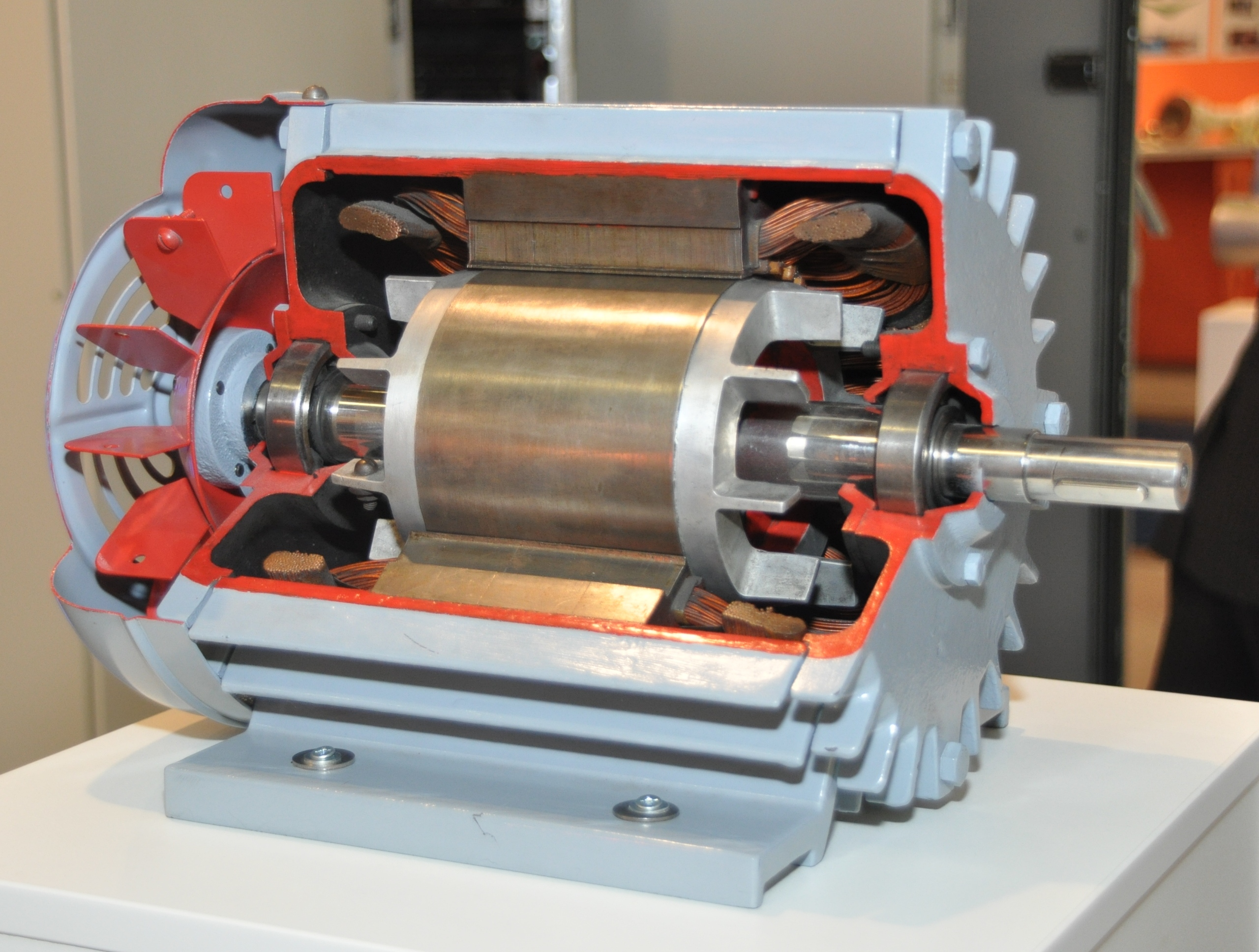
三相交流誘導電動機のカットモデル

誘導電動機（ゆうどうでんどうき、Induction Motor、IM）は、交流電動機の代表例である。
固定子の作る回転磁界により、電気伝導体の回転子に誘導電流が発生し滑りに対応した回転トルクが発生する。
入力される交流電源の種類によって、単相誘導電動機と三相誘導電動機に大別され、一般的には特別な工夫なしで回転磁界を得ることができる三相交流を用いる。
同じ交流電動機である同期電動機と比較して脱調することがないため、トルク変動の大きい負荷に向いている。
滑りによりトルクを得る原理上、過去においては回転速度の制御が困難になる点が欠点となっていた。しかし近年のパワーエレクトロニクスの発展でインバータ回路で回転数を自在に制御可能となったことで、欠点は解消されている。
回転子に電気的な接続が不要である。誘導電動機の回転子には巻線型とかご型がある。
かご形三相誘導電動機は、自己始動性、信頼性、経済性に優れているため、産業用駆動装置として広く使用されている。
単相誘導電動機は、扇風機などの家電製品のような小さな負荷に広く使用されている。誘導電動機は従来、固定速度で使用されてきたが、最近では可変周波数ドライブ（VFD）や可変電圧可変周波数制御（VVVF）と組み合わせて可変速度で使用することが増えている。
これらの制御方法で、トルク変動の大きい遠心ファン、ポンプ、コンプレッサーや、トルクと回転速度の変動幅が大きい鉄道車両などにおいて低コスト・高効率化が期待される。かご型誘導電動機は、固定速度と可変電圧可変周波数制御の両者で非常に広く使用されている。

## 歴史

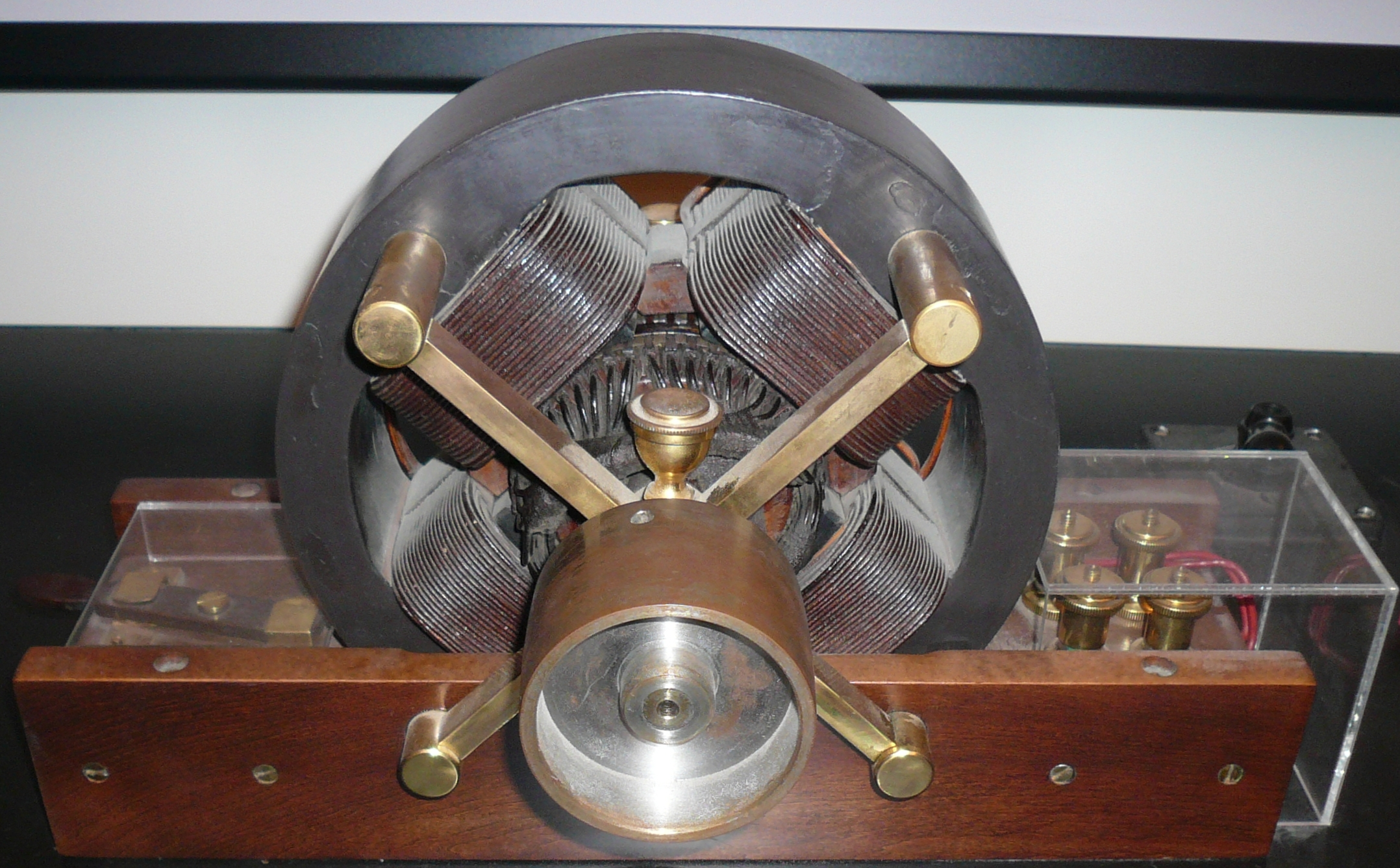
ベオグラードのテスラ博物館に展示されているテスラの最初の誘導電動機の模型

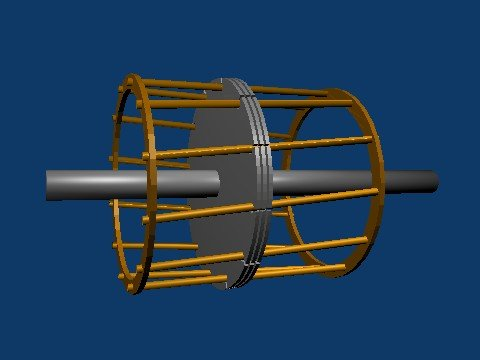
初期のかご形誘導電動機

1824年、フランスの物理学者のフランソワ・アラゴは回転磁界の存在でアラゴーの円板を作り、1879年この効果を利用してWalter Bailyが手動で回転を切り替える原始的な誘導電動機を作った。
ハンガリーの技術者オットー・ブラシーは無整流子単相交流誘導電動機を発明し、電力量計に使用した。
最初の交流無整流子電動機はガリレオ・フェラリスとニコラ・テスラによってそれぞれ独立して発明され、実動する電動機の模型が1885年、1887年に実演された。
テスラは1887年にアメリカの特許を出願して1888年5月にいくつかについて特許を取得した。
1888年4月Royal Academy of Science of Turin にフェラリスの交流多極電動機の運転の詳細に関する研究を出版した。
1888年5月、テスラは技術論文A New System for Alternating Current Motors and Transformers をアメリカ電気学会 (AIEE)に投稿した。
そのなかで4極固定界磁電動機について3形式を述べている。
1番目：4極回転子で自己起動できないリラクタンスモータ。
2番目：自己起動可能な誘導電動機。
3番目：回転子の界磁を励磁するために直流を供給する真の同期電動機。
当時、交流送電を開発していたジョージ・ウェスティングハウスは1888年にテスラの特許の権利を取得してフェラリスの誘導電動機の概念と合わせた。テスラは同様に1年間相談役を引き受けた。ウェスティングハウスはテスラの補助を目的として後にウェスティングハウスの誘導電動機の開発を引き継ぐことになるC. F. Scottを雇用した。Mikhail Dolivo-Dobrovolskyは1889年に信念をもってかご形誘導電動機と三相変圧器の開発を売り込んだ。しかしながら、彼はテスラの電動機は二相脈流なので実用的ではなく、彼の三相式の方が優れていると主張した。
1892年にウェスティングハウスが最初の実用的な誘導電動機を開発し、1893年に60ヘルツの多極誘導電動機を開発したものの、これらの初期のウェスティングハウスの電動機はB. G. Lammeによって開発された回転軸に巻線を備えた二相式電動機だった。ゼネラル・エレクトリック (GE)は1891年に三相交流式電動機の開発を開始した。1896年以降、ゼネラルエレクトリックとウェスティングハウスは後にかご形回転子と称される棒巻線設計のクロスライセンスに同意した。Arthur E. Kennellyは初めて完全なサイン波 "i" (-1の平方根) の90°回転を交流問題の複素数解析に取り入れた。GEのチャールズ・プロテウス・スタインメッツは、今では常識になっている交流誘導電動機の等価回路 (Steinmetz equivalent) を導き出した。
誘導電動機はこれらの発明と革新により1897年当時に同じ寸法で7.5馬力だったものが今では100馬力を出せるようになった。

## 動作原理

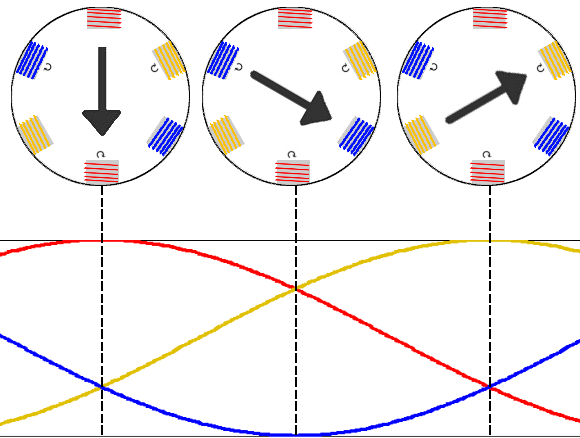
三相電力の供給で回転磁界が誘導電動機内にできる

すべり現象では界磁の回転周波数と回転子の回転速度が一致しない

移動回転する磁極の中に電気的に閉じたコイルを置くと、電磁誘導による誘導電流により磁極の移動する方向に向かう力が生まれる。コイルを磁界の回転軸で固定するとコイルは結果として磁極の回転を追うかたちで回り出すことを利用する。

### 三相電動機
誘導電動機、同期電動機ともに、形成される磁界は電動機の固定子の電源交流に同期して回転している。同期電動機の回転子は固定子磁界と同じ速度で回転するが、誘導電動機の回転子は固定子磁界よりも（すべりによって）少し遅い速度で回転する。誘導電動機の固定子の磁界は、回転子に対して相対的に変化・回転していることになる。
誘導モータのロータ（実質的にはモータの2次巻線）が外部インピーダンスによって短絡または閉成されると、ロータに反対の電流が誘導される。回転する磁束は、変圧器の2次巻線に誘導される電流と同様に、ロータの巻線に電流を誘導し、これがロータに磁界を発生させ、ステータの磁界と反応する。生成される磁場の方向はレンツの法則に基づき、ローター巻線を流れる電流の変化に逆向きになる。ロータ巻線の誘導電流の原因は回転するステータの磁界であるため、ロータ巻線電流の変化に対抗するために、ロータは回転するステータ磁界の方向に回転を開始する。誘導されたローター電流とトルクの大きさが、ローターの回転にかかる機械的負荷と釣り合うまでローターは加速する。
誘導モーターは、同期機や直流機のように個別に励磁したり、永久磁石モーターのように自己消磁したりするのではなく、誘導によってのみ生み出される点が特徴的である。
- すべり

同期速度で回転するとローターの誘導電流が発生しないため、誘導モーターは常に同期速度よりもわずかに遅い速度で動作する。実際の速度と同期速度の差を「すべり」と言うが、標準的なデザインBのトルク曲線を持つ誘導モーターでは、約0.5%から5.0%の範囲で変化する。
回転子電流が誘導されるためには、物理的な回転子の速度が固定子の回転磁界の速度よりも低くなければならず、そうでなければ磁界は回転子の導体に対して移動せず、電流は誘導されない。ロータの速度が同期速度以下になると、ロータ内の磁界の回転速度が上昇し、巻線に多くの電流が誘導され、より大きなトルクが発生する。このとき、ローターに誘起される磁界の回転速度とステーターの回転磁界の回転速度の比を「スリップ」と呼ぶ。負荷がかかると、回転数が下がり、スリップが大きくなって、負荷を回すのに十分なトルクが発生する。このため、誘導モーターは「非同期モーター」とも呼ばれる。
- 発電機としての利用

誘導モーターは、誘導発電機として使用することもできるし、巻き戻して直線運動を直接発生させることができるリニア誘導モーターにすることもできる。誘導モーターの発電モードは、残留磁化のみで始まるローターを励磁する必要があるため複雑である。この残留磁化は、負荷時にモーターを自励するのに十分な場合がある。そのため、モータを停止させて一時的に商用電源に接続するか、残留磁化によって最初に充電されるコンデンサを追加して、運転中に必要な無効電力を供給する必要がある。同様に、誘導電動機と力率補償用の同期電動機を並列にして運転する場合も同様である。系統に並列した発電機モードの特徴は、駆動モードに比べてローターの回転数が高いことである。誘導電動機発電機のもう一つの欠点は、大きな磁化電流I0=(20-35)%を消費することです。

### 三相誘導電動機の始動
電動機の始動時は回転速度が 0 すなわち、すべりはほぼ 1 である。誘導電動機は最大トルクを極大化するように設計されているため、回転子の電気抵抗は極めて低く、また、漏れリアクタンスは小さく設計されている。このことはすなわち始動時には力率の低い、大きな突入電流が流れることを意味する。小型の電動機では始動時間も短く突入電流も電源に与える影響も限られていることから直接全電圧を投入するじか入れ始動法を用いるが、中容量以上の電動機は起動トルクを犠牲にしながらも何らかの方法で入力電圧を下げて始動しなければならない。当然に起動時は軸負荷の軽減も同時に必要であるが、電動機にも外側に抵抗の大きな導体棒を、内部に抵抗の大きな導体棒を仕込んだ二重かご形回転子や、くさび形導体棒を用いた深みぞかご形回転子を用いることで回転子内部の漏れリアクタンスを大きく取り、始動時の回転子電流を表面に寄せて突入電流を抑える特殊かご形誘導電動機としている。
巻線形三相誘導電動機においては、スリップリングの先に可変抵抗器（二次抵抗と呼ぶ）を星型に繋ぎ、速度上昇とともに可変抵抗器の値を下げて始動する。二次抵抗を挿入することにより電流は制限されるとともに、負荷と釣り合う点のすべりを移動できるため、速度制御にも利用される。
可変電圧可変周波数制御における始動もまた、供給電圧・周波数ともに下げて始動する。

## 構造
筒状の筐体の中に、円筒状の鉄心に軸方向に溝を刻み、巻線を収めて固定子にする。それと対向して回転軸に固定された円筒状の鉄心に同じく軸方向少し斜めに溝を刻み中に導体棒または巻線を収め、両端を短絡するか（かご形三相誘導電動機）、三組の巻線を星型に交差させ（巻線形三相誘導電動機）回転子を構成する。巻線に交流電流を流し回転磁界を発生させることで電動機として機能させるので構造的に単純でありまた、堅牢な構造を取れる。なお巻線で回転子を構成したものは回転子特性を変化させる目的でそれぞれの巻線の始端を短絡し、終端をそれぞれ軸上に設けたスリップリングという絶縁された導体環に接続し人工黒鉛製のブラシを通じて外部に引き出してある。漏れ磁束による損失を防ぐため固定子と回転子とは許容されるぎりぎりまで近づけてあるため、固定子と回転子とのすき間は同期電動機よりも狭い。
単相交流はそれ自身で回転磁界を作り出すことが出来ないが、軽負荷（おおむね 1 kW 程度）であれば回すことができる。三相誘導電動機では全周にわたって巻いてある固定子巻線を約 2/3 ほどに留めて単相巻線とし、別途、始動方法を必要とする。この巻線とずれたところ（通常は直交する場所）に補助巻線を巻き、コンデンサまたはコイルを用いて電流位相をずらして起動するか、短絡環の代わりに整流子を用いて起動トルクを得る（反発電動機）。

## 等価回路

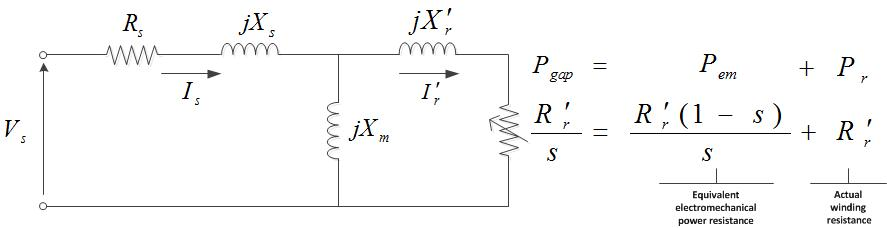
Steinmetz の誘導電動機の等価回路（1相分）

#歴史の節で紹介された Steinmetz による三相誘導電動機の一相分の等価回路を示す。回路パラメーターは次の組にて説明することができる。
- 固定子の直流抵抗 {\displaystyle R_{s}} および、漏れリアクタンス {\displaystyle X_{s}}
- 回転子の直流抵抗 {\displaystyle R_{r}} および、漏れリアクタンス {\displaystyle X_{r}}
- 回転子の一次側換算抵抗値および漏れインダクタンス（固定子から見た換算値） {\displaystyle R_{r}^{'}}, {\displaystyle X_{r}^{'}}
- すべり {\displaystyle s} ( {\displaystyle ={\frac {n_{s}-n_{r}}{n_{s}}}\,} )

ただし {\displaystyle n_{s}} : 固定子の回転数（同期速度）、{\displaystyle n_{r}} : 回転子の回転数
- 励磁インダクタンス {\displaystyle X_{m}}

このことは、固定子から回転子に電磁誘導にて伝わった電力のうち、すべり{\displaystyle s}に相当する部分が回転子にて電気抵抗もしくは摩擦により消費され、残った {\displaystyle (1-s)} が軸出力として得られることを示す。

## 誘導電動機の速度制御
一定電圧かつ一定周波数で運転される三相誘導電動機の特性は、すべり{\displaystyle s}のみによって決定される。したがってトルクおよび回転数を変化させるためには電源周波数、極数、電源電圧、電動機インピーダンスのパラメーターを変更させることによって実現する。

### 極数切り替え
固定子巻線の結線をつなぎ替え、4極の電動機を8極にすると回転数はほぼ半分になる。スイッチだけで速度制御ができるため極めて安価な制御法であり工作機械や従来型のエレベーターなど、現在でも用途は広い。

### 巻線形三相誘導電動機の速度制御
巻線形三相誘導電動機の二次抵抗を変えることにより電動機・負荷トルク曲線と釣り合う点のすべりを移動させて速度を制御することができる。これを二次抵抗制御と呼ぶ。
二次抵抗を取り払い、二次抵抗に掛かる電圧と、大きさも位相も同じ電圧を二次端子に与えても発生トルク・速度ともに変わらない。このことを利用し、二次端子から出る電圧を変えることにより速度制御できる。これを二次励磁法と呼び、二次端子から出る電力を動力に変換するクレーマ方式と、電力として送り返すセルビウス方式がある。

### 可変電源周波数制御
パワーエレクトロニクスの進歩により最も進化を遂げた誘導電動機の速度制御である。固定子巻線・回転子巻線ともに鎖交する磁束を一定としたとき、供給周波数と供給電圧とは比例関係にあることから、磁気飽和を避けるため、一般に{\displaystyle {\frac {V}{f}}}を一定に保つ制御がなされる。この制御ではほぼ定トルクモーターとして働き、負荷変動に対する速度変化も小さい。同期速度よりも低い周波数を与えると発電機として働くことから回生制動も使え、理想的な速度制御ができる。汎用的なモーターで使えるインバータ装置の普及により、構造が簡単で堅牢なかご形三相誘導電動機とインバータとの組み合わせは、エネルギー消費量削減の動きからも、また保守の面からも他の用途を凌駕しつつある。

## 誘導電動機の分類
- 三相誘導電動機
  - かご形三相誘導電動機
  - 巻線形三相誘導電動機

- 単相誘導電動機
  - 分相起動型電動機
  - 蓄電器（コンデンサ）起動型電動機
    - 常時コンデンサを接続したままの電動機を特にコンデンサモータ

  - 隈取磁極型誘導電動機
  - 反発起動型電動機

## 仕様
- 極数：固定子の磁極数。例えばN、Sが2組あれば4極である。
- 周波数：固定子巻線の交流の周波数。
- 同期速度：回転磁界の速度。
- 回転速度：回転子の速度。
- 相対速度：同期速度と回転速度の差。
- すべり：相対速度と同期速度との比。
- すべり周波数：回転子巻線の交流の周波数。
- トルク：固定子の電圧の二乗に比例する。
  - 始動トルク：回転子の速度が0のときのトルク。
  - 停動トルク：電動機を停止させずに取り出せる最大トルク。